# Kristina Bröring-Sprehe
Kristina Bröring-Sprehe (Lohne, 28 ottobre 1986) è una cavallerizza tedesca.

## Palmarès
- Giochi olimpici

Londra 2012: argento nel dressage a squadre.
Rio de Janeiro 2016: oro nel dressage a squadre e bronzo individuale.
- Campionati mondiali di equitazione

Normandia 2014: oro nel dressage a squadre e bronzo nello speciale.
- Campionati europei di dressage

Herning 2013: oro nel dressage a squadre.
Aquisgrana 2015: argento nel dressage speciale e freestyle, bronzo nel dressage a squadre.